# Кункі (Ґостинінський повіт)
Кункі (пол. Kunki) — село в Польщі, у гміні Щавін-Косьцельни Ґостинінського повіту Мазовецького воєводства.
Населення — 114 осіб (2011).
У 1975-1998 роках село належало до Плоцького воєводства.

## Демографія
Демографічна структура станом на 31 березня 2011 року:
|          | Загалом | Допрацездатний вік | Працездатний вік | Постпрацездатний вік |
| -------- | ------- | ------------------ | ---------------- | -------------------- |
| Чоловіки | 52      | 13                 | 32               | 7                    |
| Жінки    | 62      | 15                 | 35               | 12                   |
| Разом    | 114     | 28                 | 67               | 19                   |